# Тютюнница
Тютю́нница (укр. Тютюнниця) (раньше — Михайловка Тютюнниковская) — село в Корюковском районе Черниговской области Украины. Население 269 человек. Занимает площадь 1,496 км².
Код КОАТУУ: 7422489201. Почтовый индекс: 15350. Телефонный код: +380 4657.

## Власть
Орган местного самоуправления — Тютюнницкий сельский совет. Почтовый адрес: 15350, Черниговская обл., Корюковский р-н, с. Тютюнница, ул. Богдана Хмельницкого, 56.